# Amparo da Serra
Amparo da Serra is een gemeente in de Braziliaanse deelstaat Minas Gerais. De gemeente telt 5.362 inwoners (schatting 2009).

## Aangrenzende gemeenten
De gemeente grenst aan Jequeri, Oratórios, Pedra do Anta, Ponte Nova en Teixeiras.